# Orde van de Negen Edelstenen
De Oude en Meest Veelbelovende ("Auspicious") Orde van de Negen Edelstenen (นพรัตนราชวราภรณ์ of "Nop' aratanarach a) werd in 1851 door koning Mongkut Rama IV van Siam (het latere Thailand) ingesteld. Men noemt de orde ook wel de "Heilige Orde" of "Warap Aun".
De orde wordt aan leden van de koninklijke familie der Chakri en aan zeer vooraanstaande Thaise bestuurders toegekend. Men moet boeddhist zijn om in deze orde te worden opgenomen.
De orde is de oudste en hoogste der Thaise onderscheidingen. Bevriende staatshoofden ontvangen de Orde van de Rajamitrabhorn, de Orde van Chula Chom Klao of de Orde van Chakri. Zij zijn in de meeste gevallen immers geen boeddhisten.
In 1864 heeft Rama IV een uitzondering gemaakt voor Napoleon III, keizer van Frankrijk.

## De geschiedenis van de orde
In de Ayathaya-periode (1300 tot 1700) was een sieraad met negen edelstenen (noparat) een insigne van de koning van Siam. Deze keten bestond uit drie strengen van gouden kettingen verbonden met een roosvormig sieraad waarin de negen stenen waren gezet.
- Diamant
- Robijn
- Smaragd
- Topaas
- Granaat
- Saffier
- Parel
- Zirkoon
- Groene kattenoog

In moderne ogen zijn dit niet allemaal edelstenen, een parel is geen steen of mineraal en een zirkoon rekent men tot de halfedelstenen. De betekenis is dan ook symbolisch en niet mineralogisch.
Ook een "grote overwinnaar" of "Prapichaisongkram" mocht als militaire onderscheiding een dergelijke keten dragen. Men is de keten de "Grote Keten van Pra Nop" gaan noemen.
In de 17e eeuw werd voor het eerst een ring, de Noparat, geschonken aan dragers van de Grote Keten. De ring was met de "negen edelstenen" versierd.
De eerste koning van de Chakra dynastie was de vroegere prapichaisongkram (generaal) Somdej Chao Praya Mahagasus Ramathibodi uit de familie Chula Chom Klao die in 1782 als Rama I de troon besteeg. Zijn belangrijkste wapenfeit was dat hij Vientiane in Laos veroverde en daar de door de Thai vereerde Prabudha Mahaamanee Ratana Patimagorn of Smaragdgroene Boeddha terugvond. Voor dit wapenfeit kreeg hij de Noparat of Pra Nop.
Als een van de eerste besluiten na zijn opvolging of usurpatie stichtte Rama I de Keten van de Rachawarabhorn of "Noparat Rachawarabhorn". De ring met de negen edelstenen werd door hem op veel grotere schaal dan voorheen uitgereikt. Hij verleende hem aan zijn familieleden, aan ministers, edelen en officieren. Rama IV bepaalde dat alleen wie deze ring, die inmiddels niet meer aan de keten verbonden was en een zelfstandige positie in de etiquette van het hof was gaan innemen, aan zijn vinger droeg het "hoofd van de koning mocht aanraken".
Rama I stelde ook de "Sangwan Noparat Rachawarabhorn" in. Deze massief gouden keten met een lengte van 176 centimeter mocht alleen door de koning en zijn opvolgers gedragen worden. De keten heeft negen schakels in de vorm van rozetten en elk van deze schakels is met een van de negen edelstenen versierd. De acht Thaise koningen na Rama hebben deze keten bij hun kroning gedragen en men beschouwt haar als een van de regalia van Thailand.
Van ring tot ridderorde
In het midden van de 19e eeuw raakte Thailand onder Europese invloeden. Rama IV bepaalde daarom in 1858 dat de dragers van de ring ook een ster op de borst zouden gaan dragen. Daarmee hadden de Europese decoraties hun intrede gedaan aan het hof van Bangkok. Toen in 1863 een Frans gezantschap het Grootkruis van het Legioen van Eer aan de Thaise koning kwam aanbieden bezat Rama IV nog geen ridderorde waarmee hij, conform het protocol van de Europese vorsten, een gelijkwaardige eer aan zijn Franse "bon frère" kon verlenen. In 1864 zond de koning een "Ster van Noparat", ingelegd met negen edelstenen, naar Parijs. Het is bij deze ene buitenlandse benoeming gebleven. De Britse koningin Victoria ontving in 1880 de keten van de Orde van de Witte Olifant en anderen zoals Nicolaas II van Rusland ontvingen de Orde van Chakri.
De door Keizer Frans Jozef van Oostenrijk, Koning van Hongarije, in 1851 aan de Thaise koning verleende Orde van Sint-Stefanus zou de Thaise vorst tot voorbeeld hebben gediend.
Het was het eerste grootkruis dat de Thaise heerser uit Europa ontving.
Rama V was de grote hervormer van de Thaise ridderorden. Hij gaf de orden, collectief de "Isariyayot" genoemd en niet streng organisatorisch van elkaar gescheiden, statuten en stelde versierselen, draagwijze en linten vast. Het was Rama V die de Orde van de Negen Edelstenen haar huidige lint en statuut gaf. Het kostbare met diamanten en de in en kring geplaatste negen edelstenen versierde kleinood aan het grootlint was zijn toevoeging aan een orde die onder zijn voorganger alleen uit een ster had bestaan.
De orde bezat, net als de overige Thaise orden, tot aan het einde van de 19e eeuw strikt genomen nog geen naam. Men sprak van "Het teken van rang met de negen edelstenen" of "het teken van rang met witte olifant".
De versierselen van de Orde van de Negen Edelstenen in de 19e eeuw wijken sterk af van de huidige versierselen. Het op de heup gedragen versiersel was een wit geëmailleerde gouden olifant met daarboven een medaillon met de tekst "NOPARAT RACHAWARABHORN". Het lint was in die tijd geel met rode biezen. Pas in 1893 kreeg de orde van Rama V de huidige vorm en het gele lint met de rood met groene bies.
Op 1 oktober 1893 gelaste Rama V in een decreet dat de Noparat in het vervolg "Isariyabhorn Noparat Rachawarabhorn" zou heten. In het Nederlands "Oude en Gelukbrengende Orde van de Negen Edelstenen".
De koning stelde ook vast hoe en waar men de orde moest dragen. Het versiersel kreeg in dat decreet ook het huidige uiterlijk en het lint werd geel met een smalle rode en een brede groene bies.
De koning stelde vast dat er twintig dragers, de koning en koningin niet meegerekend, mochten zijn.
Rama VI verhoogde dit aantal in 1913 tot zevenentwintig inclusief de koning.
De orde in deze tijd

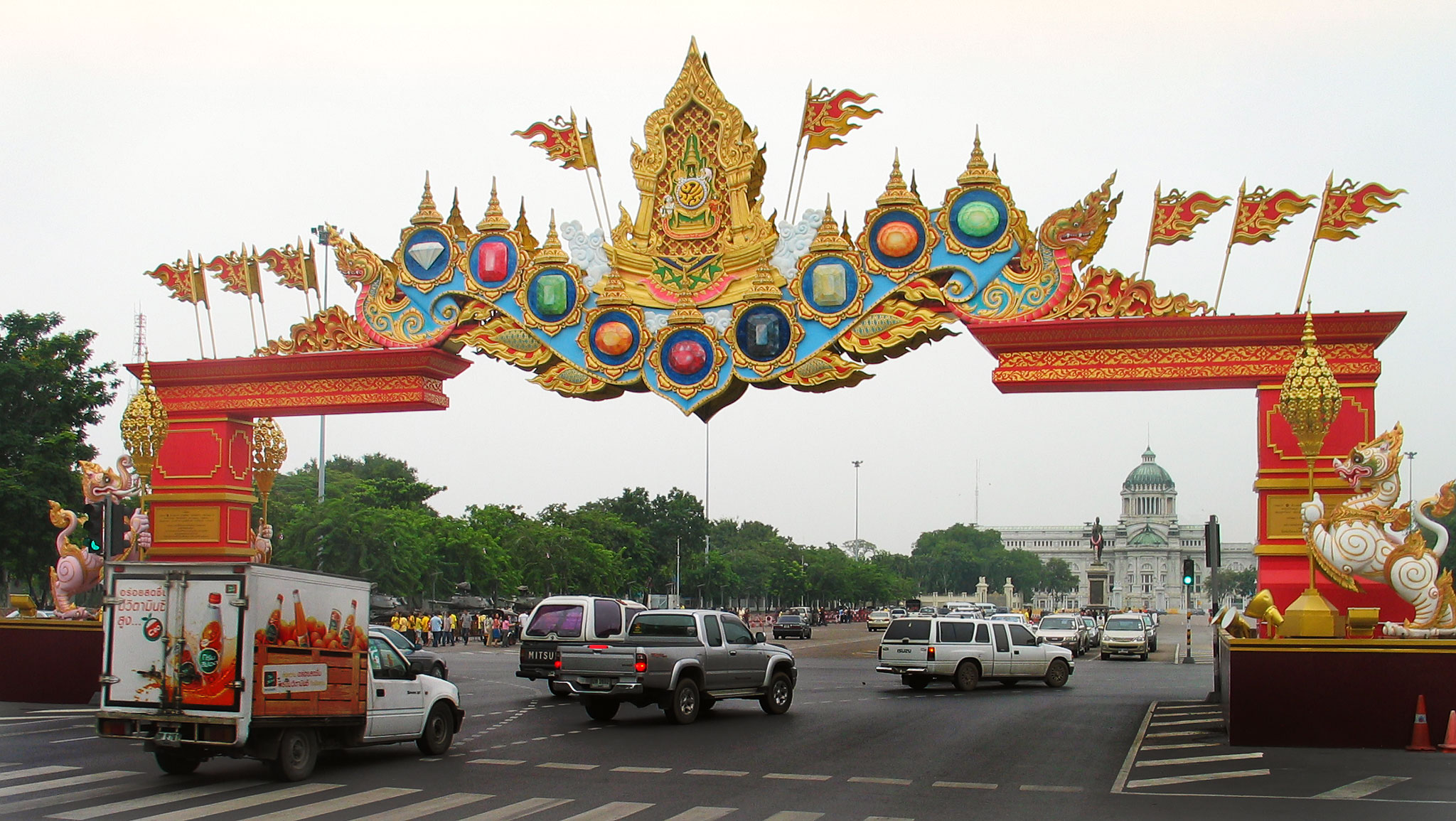
De negen edelstenen op een erepoort. De gelegenheid was het 60e ambtsjubileum van Z.M. de Koning van Thailand.

De Thaise koning draagt de Orde van de Negen Edelstenen niet tijdens buitenlandse bezoeken. De orde speelt daarentegen in het verborgene van het luisterrijke Thaise hofceremonieel een grote rol. Wanneer de koning in december zijn verjaardagsparade afneemt draagt hij de ster en het lint van de
Orde van de Negen Edelstenen.

Tijdens deze jaarlijkse parade zweert het leger gehoorzaamheid aan de koning en de bevelhebber van de Thaise strijdkrachten vraagt de "kracht van de negen edelstenen" om de soldaten te beschermen. De koning doet daarop op zijn beurt een beroep op de negen stenen. De Thai kennen de stenen magische krachten toe.
Buitenlanders krijgen de orde van de Negen Edelstenen zelden te zien. De orde is daarvoor te zeer verweven met de Boeddhistische rituelen van het Thaise hof. De koning en koningin worden vaker met het oranjegele grootlint van hun Orde van Chakri gezien.
De Thaise kroonprins is boeddhist en een van de ridders in deze orde. In Thailand draagt hij de ster van de Orde van de Negen Edelstenen maar bij staatsbezoeken, zoals dat van de Britse koningin Elizabeth II en de Hertog van Edinburgh die in april 1997 Bangkok bezochten, laat hij de ster, net zoals zijn vader dat gewoon is te doen, weg ten gunste van de Orde van Chula Chom Klao, de Orde van Chakri en de orde van de gasten van zijn ouders.

## Versierselen
De Ridders en Dames van de Oude en Meest Gelukbrengende orde van de Negen Edelstenen mogen de letters "น.ร." achter hun naam dragen. Op hun linkerborst dragen zij een zilveren ster met in het midden de acht stenen rond een hart van diamanten met een grote solitaire diamant in het midden. Tussen de acht zilveren stralen liggen gouden lussen.
De Ridders dragen aan de rechterwijsvinger een gouden ring met negen edelstenen. Dames dragen deze ring niet.
Het diamanten kleinood van de orde wordt door heren aan een breed lint over de rechterschouder gedragen. De dames dragen het kleinood aan een strik op de linkerschouder.
Er is, afgezien van de keten van de koning, geen keten aan deze orde verbonden.
Op uniformen wordt een baton met een klein juweel met acht steentjes en een parel gedragen. Er is ook een Knoopsgatversiering in de vorm van een gouden schijf met de "negen edelstenen".